# Cebrów
Cebrów (ukr. Цебрів, Cebriw) – wieś w rejonie tarnopolskim obwodu tarnopolskiego.
Znajduje się tu przystanek kolejowy Cebrów, położony na linii Tarnopol - Lwów.

## Historia
założona w 1546. W II Rzeczypospolitej miejscowość była siedzibą gminy wiejskiej Cebrów w powiecie tarnopolskim województwa tarnopolskiego.  
W lutym 1944 nacjonaliści ukraińscy z OUN-UPA zamordowali tutaj 18 Polaków, grabiąc i paląc część gospodarstw.
Do 2020 w rejonie zborowskim

## Zabudowania
- Dwór Wybudowany w stylu klasycystycznym pod koniec XVIII w. przetrwał do 1989 r.
- W 1937 w Cebrowie został poświęcony Dom Ludowy TSL imienia Marszałka Śmigłego Rydza[4].

## Ludzie związani z  Cebrowem
- Michał Garapich – właściciel dóbr we wsi[5].
- Paweł Garapich – polski prawnik, urzędnik państwowy, wojewoda łódzki i lwowski w II Rzeczypospolitej, urodził się we wsi.